# Cristian Simionescu

## Introducere
Cristian Simionescu (n. 1939, Hlipiceni, Botoșani – d. 2018, Bârlad) a fost un poet român, laureat al Premiului Național „Mihai Eminescu” Opera Omnia.

## Biografie
S-a născut la data de 21 iulie 1939 în Hlipiceni, Botoșani unde a urmat școala primară.
A studiat la Liceul Național din Iași și la Liceul „Aurel Vlaicu” din București.
A absolvit Facultatea de Filologie a Universității din Iași în 1966 cu o lucrare despre proza lui Mihai Eminescu
A debutat în 1970, fiind apoi interzis de cenzură timp de zece ani.  A fost primit în Uniunea Scriitorilor din România în 1983. 
S-a stins din viață la Bârlad, la 13 noiembrie 2018. 

## Opera
Volume de poezie:
Tabu (Editura Cartea Românească, 1970)
Vicleniile oceanului (Editura Cartea Românească, 1980)
Maratonul (Editura Cartea Românească, 1985)
Insula (Editura Cartea Românească, 1988)
Maratonul (Editura Timpul, Iași, 1995)
Poezii (Editura Vitruviu, București)
Ținutul bufonilor (Editura Junimea, Iași, 2002)

## Premii și distincții
- Premiul Uniunii Scriitorilor, Asociația București, pentru poezie, pentru volumul Maratonul (Editura Cartea Românească), în 1985.
- Premiul de poezie pentru antologia Maratonul (Editura Timpul, Iași), la ediția I a Galeriilor tomistane (Filiala Scriitorilor Constanța), în 1995.
- Premiul „Opera Omnia” la Serile de Poezie de la Vânători-Neamț (ediția a VII-a), în 2001.
- Premiul special pentru poezie la Festivalul Internațional de Poezie Româno-Canadiană „Ronald Gasparic” (ediția a VI-a), în martie 2002.
- Premiul și medalia „Teiul de aur”, acordate la prima ediție a Premiilor Eminescu pentru literatură, arte vizuale, colecții și colecționari, la 15 iunie 2002, la Ipotești-Botoșani.
- Premiul Național „Mihai Eminescu” Opera Omnia, la 15 ianuarie 2009.